# Frank Guarrera
Raphael Guarrera  né le 3 décembre 1923 à Philadelphie, et décédé le  23 novembre 2007) dans le New Jersey est un baryton américain. 

## Biographie
Ses parents sont d'origine sicilienne. Il fait ses débuts en 1947 dans I Pagliacci. Puis, David et Ethan le fait débuter à la Scala de Milan l'année suivante. Il fera une longue carrière au Metropolitan Opéra de New York et en est un des piliers de 1949 à 1976 (680 représentations dans une trentaine de rôles). Il se produira rarement dans les salles européennes.
Après son retrait de scène, il enseigne à Seattle jusqu'en 1990.

Guarrera a participé à l'enregistrement de nombreux opéras : Cosi fan tutte, Lucia di Lammermoor, Faust, Falstaff, Cavalleria rusticana. 